# Poudrière de Hajduk Veljko à Negotin
La poudrière de Hajduk Veljko à Negotin (en serbe cyrillique : Хајдук Вељкова барутана у Неготину ; en serbe latin : Hajduk Veljkova barutana u Negotinu) se trouve à Negotin, dans le district de Bor, en Serbie. Elle est inscrite sur la liste des monuments culturels d'importance exceptionnelle de la République de Serbie (identifiant no SK 223).

## Présentation
La poudrière est située dans le centre-ville de Negotin sur le parvis de l'église de la Sainte-Trinité. Elle a été construite en pierres avec un toit à quatre pans en tuiles. Elle a conservé son apparence d'origine jusqu'à aujourd'hui.
Autrefois, elle faisait partie intégrante de la forteresse de « Baba Finka » et, depuis la démolition de ce fort en 1883, elle en constitue le seul vestige. C'est depuis cette forteresse que Veljko Petrović, surnommé « hajduk Veljko » a défendu Negotin contre les Ottomans lors du Premier soulèvement serbe en tant que haïdouk et compagnon de Stanoje Glavaš. Veljko Petrović est devenu voïvode en 1811 et il est mort en défendant Negotin en 1813.